# 札幌高等裁判所
札幌高等裁判所（さっぽろこうとうさいばんしょ）は、北海道札幌市にある日本の高等裁判所の一つで、北海道を管轄している。略称は、札幌高裁（さっぽろこうさい）。
管轄の道内には、4か所の地方裁判所、4か所の家庭裁判所、33か所の簡易裁判所が設置されている。

## 概略
所在地 北海道札幌市中央区大通西11丁目 札幌高等・地方裁判所合同庁舎
- 1881年 - 函館控訴裁判所として設置[1]。（現在の函館市元町（南部陣屋跡地）に設置[2]）
- 1886年 - 函館控訴院と改称。
- 1921年 - 函館控訴院を札幌に移転し札幌控訴院開設。
- 1947年 - 裁判所法の施行により、現在の札幌高等裁判所に改称。
- 1948年（昭和23年）3月1日 - 高等裁判所支部設置規則の施行により函館支部を設置[3]。
- 1971年（昭和46年）7月31日 - 高等裁判所支部設置規則の一部を改正する規則の施行により函館支部が廃止。

## 歴代長官
（在任期間、後職など）
函館控訴裁判所長
- 青木信寅（1881年10月15日 - 1886年5月4日）

函館控訴院長
- 青木信寅（1886年5月10日 - 1886年9月24日）
- 野村維章（1887年5月25日 - 1890年8月21日）
- 西岡逾明（1890年8月21日 - 1893年11月24日）
- 高木勤（1893年11月24日 - 1896年10月10日）
- 波多野敬直（1896年10月10日 - 1898年11月4日）
- 古荘一雄（1898年11月4日 - 1902年9月11日）
- 西川鉄次郎（1902年9月11日 - 1906年7月12日）
- 河村善益（1906年7月12日 - 1906年12月28日）
- 馬場愿治（1906年12月28日 - 1908年2月17日）
- 一瀬勇三郎（1908年2月17日 - 1913年4月22日）
- 柿原武熊（1913年4月22日 - 1921年3月9日）
- 磯谷幸次郎（1921年3月25日 - 1921年6月13日）
- 能勢万（1921年6月13日 - 1921年12月15日）

札幌控訴院長
- 能勢万（1921年12月15日 - 1923年9月22日）
- 遠藤忠次（1923年9月22日 - 1925年3月28日）
- 立石謙輔（1925年3月28日 - 1925年8月11日）
- 成田惟忠（1925年8月24日 - 1932年3月18日）
- 清水孝蔵（1932年3月18日 - 1933年3月27日）
- 長島毅（1933年3月27日 - 1934年9月3日）
- 霜山精一（1934年9月3日 - 1935年5月13日）
- 三宅正太郎（1935年5月13日 - 1937年1月12日）
- 日高要次郎（1937年1月12日 - 1941年1月30日）
- 赤羽凞（1941年1月31日 - 1943年3月27日）
- 福地剣吉（1943年3月27日 - 1944年3月31日）
- 藤田八郎（1944年3月31日 - 1946年2月8日）

札幌高等裁判所長官
- （職務代行）斎藤直一（1946年2月9日 - 1947年5月3日）（裁判所法施行）
- （代理）斎藤直一（1947年5月3日 - 1947年9月25日）
- 下飯坂潤夫（1947年9月26日 - 1952年2月3日）
- 高木常七（1952年2月4日 - 1955年6月9日）
- 荻野益三郎（1955年6月14日 - 1958年8月5日）
- 佐瀬政雄（1958年8月6日 - 1960年11月6日）
- 小野謙次郎（1960年11月8日 - 1963年6月24日）
- 角村克己（1963年7月9日 - 1965年9月27日）
- 加納駿平（1965年9月28日 - 1968年8月30日） - 三重県出身、東大法学部卒[4]。日本無線役員・加納与四郎二男。
- 熊野啓五郎（1968年8月31日 - 1970年1月28日）
- 坂速雄（1970年1月30日 - 1971年3月26日）
- 仁分百合人（1971年4月13日 - 1973年6月20日）
- 伊藤淳吉（1973年6月21日 - 1974年7月31日）
- 宮川種一郎（1974年8月1日 - 1975年12月2日）
- 桑原正憲（1975年12月3日 - 1977年5月10日）
- 横川敏雄（1977年5月10日 - 1978年10月22日）
- 駒田駿太郎（1978年10月23日 - 1980年8月20日）
- 外山四郎（1980年8月21日 - 1981年11月27日）
- 日高敏夫（1981年11月28日 - 1983年5月29日）
- 齋藤平伍（1983年5月30日 - 1984年7月26日）
- 香川保一（1984年7月27日 - 1985年5月6日）
- 杉山克彦（1985年5月7日 - 1987年1月27日）
- 野田愛子（1987年1月28日 - 1987年12月1日　依願退官　中央更生保護審査会委員）
- 鈴木重信（1987年12月2日 - 1989年5月20日）
- 佐々木史朗（1989年5月22日 - 1990年5月9日）
- 三好達（1990年5月10日 - 1991年5月12日）
- 梅田晴亮（1991年5月13日 - 1993年11月4日）
- 吉丸眞（1993年11月4日 - 1997年6月27日）
- 花尻尚（1997年6月30日 - 1999年6月9日　定年退官　国家公務員倫理審査会会長）
- 加藤和夫（1999年6月11日 - 2001年3月11日　定年退官、公害等調整委員会委員長）
- 石井一正（2001年3月12日 - 2002年6月7日　定年退官　関西大学教授）
- 仁田陸郎（2002年6月11日 - 2004年12月26日  東京高等裁判所長官）
- 大内捷司（2004年12月27日 - 2007年1月11日  定年退官　公害等調整委員会委員長、弁護士、東芝役員責任調査委員会委員長）
- 大山隆司（2007年1月16日 - 2007年12月14日　定年退官　京都大学大学院法学研究科教授、大阪府公安委員会委員、大阪大学高等司法研究科招へい教授）
- 佐藤久夫（2007年12月17日 - 2009年2月20日　官吏死亡（病死）[5]）
- 田中康郎（2009年3月25日 - 2011年2月8日　定年退官　明治大学法科大学院長事務取扱、弁護士、地域新聞社取締役）
- 山﨑恒（2011年2月9日 - 2013年3月21日　公正取引委員会委員）
- 大橋寛明（2013年3月21日 - 2014年11月8日　定年退官　再就職等監視委員会委員長）
- 金井康雄（2014年11月11日 - 2016年4月12日 定年退官　東京都労働委員会会長代理）
- 綿引万里子（2016年4月19日 - 2018年9月6日  名古屋高等裁判所長官）
- 植村稔（2018年9月7日 - 2020年7月27日 定年退官）
- 合田悦三 (2020年7月28日 - 2021年8月1日 定年退官、 情報公開・個人情報保護審査会会長代理）
- 白石史子 （2021年8月1日 - 2023年8月24日 定年退官）
- 近藤宏子 （2023年8月24日 - 2025年1月28日 定年退官）
- 舘内比佐志 （2025年1月29日 - ）

## 部署と法廷

### 民事部
- 第2民事部（第802号法廷）
- 第3民事部（第802号法廷）

### 刑事部
- 刑事部（第801号法廷）

## その他

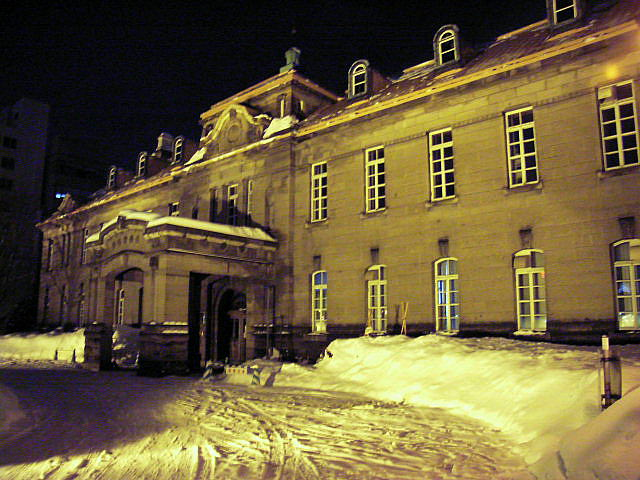
札幌市資料館（2005年2月）

- 1926年 竣工の前庁舎（札幌市中央区大通西13丁目、現在の札幌市資料館）は、1997年に国の登録有形文化財に、2020に国の重要文化財に選ばれている。
- 全国に7つ建設された控訴院建築のうち、現存するのは札幌と名古屋だけである。
- 2013年3月1日から、札幌高等・地方裁判所合同庁舎の入口において、入庁者に対する手荷物検査が実施されている[6][7]。同様の検査は当所以外に東京と大阪の高等裁判所庁舎でも実施されている。